# Gymnophryidae
Gymnophryidae es un grupo pequeño de amoeboides que carecen de conchas y producen seudópodos finos, reticulopodios. Estos contienen microtúbulos y tienen un aspecto granular, debido a la presencia de extrusomas, pero son distintos de los seudópodos de Foraminifera. Se incluyen en Cercozoa, pero se diferencian de otros miembros de este grupo por tener mitocondrias con crestas planos, más bien que con crestas tubulares.
Gymnophrys cometa, encontrado en agua dulce y suelo, es la especie representativa del grupo. El cuerpo de la célula tiene un tamaño de unas 10 μm 10, y presenta un par de flagelos reducidos, que son lisos y se insertan paralelamente uno al otro. Puede también producir zoosporas y quistes móviles. Gymnophrys y Borkovia son los únicos géneros confirmados, pero otras amebas desnudas con reticulopodios tales como Biomyxa pueden ser parientes cercanos.